# Tökéletes védelem
A Tökéletes védelem (eredeti cím: The Hard Corps) 2006-ban bemutatott amerikai akciófilm, melyet Sheldon Lettich írt és rendezett. A főszerepben Jean-Claude Van Damme, Vivica A. Fox és Raz Adoti látható.
A filmet 2006. augusztus 15-én mutatták be.

## Cselekmény
Phillip Sauvage, az amerikai hadsereg katonája poszttraumás stressz zavarban szenved Irakban és Afganisztánban átélt élményei miatt.
Sauvage és egykori parancsnoka, Clarence Bowden közös küldetésben vesznek részt. A feladatuk az, hogy az egykori nehézsúlyú bokszvilágbajnok, a sikeres üzletember Wayne Barclay életét védjék. Terrell Singletery, a hírhedt rapmogul bosszút akar állni Barcley-en amiért az börtönbe juttatta őt. Barcley aggódó nővére, Tamara veszi fel Sauvage-t és Bowdent, hogy megvédjék bátyját. Az első napon a munka nem megy jól a testőröknek, hiszen Singletery bérgyilkosokat küld Barclay-re. Bowdent meglövik és életét veszti.
Savauge – bár elvesztette legjobb barátját – folytatja Barclay védelmezését és Casey Bledsoe-val, egy másik barátjával további testőröket keresnek, hogy hatékonyabban védelmezhessék az üzletembert.

## Szereplők
| Színész               | Szerep             | Magyar hang      |
| --------------------- | ------------------ | ---------------- |
| Jean-Claude Van Damme | Phillippe Sauvage  | Jakab Csaba      |
| Raz Adoti             | Wayne Barclay      |                  |
| Vivica A. Fox         | Tamara Barclay     | Kéri Kitty       |
| Peter Bryant          | Kendall Mullins    | Czvetkó Sándor   |
| Ron Bottitta          | Teague nyomozó     |                  |
| Viv Leacock           | Terrell Singletery | Király Attila    |
| Adrian Holmes         | Cujo               | Schneider Zoltán |
| Mark Griffin          | Casey Bledsoe      |                  |
| Ronald Selmour        | Simcoe             |                  |
| Aaron Au              | Kim                |                  |
| Dexter Bell           | High Dog           |                  |
| Julian D. Christopher | Clarence Bowden    |                  |
| Nneka Croal           | Jessie Otero       |                  |
| Sharon Amos           | Lydia              |                  |
| Doron Bell, Jr.       | Leonard            |                  |

## DVD kiadás
A film 2007. január 29-én jelent meg DVD-n, a Sony Pictures Home Entertainment kiadásában.[forrás?]